# Бондаренко, Сергей Валентинович
Серге́й Валенти́нович Бондаре́нко (бел. Сяргей Валянцінавіч Бандарэнка; род. 19 мая 1994, Сморгонь, Гродненская область) — белорусский футболист, полузащитник.

## Карьера
Свою карьеру начал в «Сморгони», выступая за дубль в 2009 году. После присоединился к минскому «Динамо». С 2011 по 2012 года выступал за фарм-клуб «Динамо-2» во Второй лиге, а после его прекращения существования был в арендах в «Сморгони» и «Берёза-2010». В 2014 году на постоянную основу перешел в «Сморгонь», где был игроком стартового состава в Первой лиге.
В июле 2018 года перешел в гомельский «Локомотив», где также был игроком основного состава. В начале 2021 года вернулся в сморгоньский клуб. 19 марта 2021 года дебютировал в Высшей лиге, выйдя на замену во втором тайме против «Ислоче» (0:2).
21 марта 2022 года перешёл в казахстанский клуб «Кайсар» из второго по силе дивизиона страны. В декабре 2022 года не отправился вместе с «Кайсаром» на турецкие сборы для подготовки к новому сезону.

## Статистика
| Сезон    | Дивизион | Клуб               | Страна        | Матчи | Голы |
| -------- | -------- | ------------------ | ------------- | ----- | ---- |
| 2009     | дубль    | Сморгонь           | Флаг Беларуси | 5     | 0    |
| 2011     | Д3       | Динамо-2 (Минск)   | Флаг Беларуси | 27    | 2    |
| 2012     | Д3       | Динамо-2 (Минск)   | Флаг Беларуси | 34    | 8    |
| 2013     | Д2       | Сморгонь           | Флаг Беларуси | 14    | 1    |
| 2014     | Д2       | Берёза-2010        | Флаг Беларуси | 24    | 1    |
| 2015     | Д2       | Сморгонь           | Флаг Беларуси | 28    | 1    |
| 2016     | Д2       | Сморгонь           | Флаг Беларуси | 24    | 2    |
| 2017     | Д2       | Сморгонь           | Флаг Беларуси | 26    | 0    |
| 2018 (1) | Д2       | Сморгонь           | Флаг Беларуси | 13    | 1    |
| 2018 (2) | Д2       | Локомотив (Гомель) | Флаг Беларуси | 13    | 0    |
| 2019     | Д2       | Локомотив (Гомель) | Флаг Беларуси | 27    | 3    |
| 2020     | Д2       | Локомотив (Гомель) | Флаг Беларуси | 25    | 3    |
| 2021     | Д1       | Сморгонь           | Флаг Беларуси | 25    | 1    |

## Достижения
- Серебряный призёр Первой лиги Казахстана: 2022